# Exécutif Dehousse I
L'exécutif Dehousse I fut le premier gouvernement wallon. Dans les faits, le gouvernement n'était pas présidé et les ministres n'avaient pas de compétences.
Les ministres étaient issus du PS, PRL ent PSC. Ce gouvernement a existé du 22 décembre 1981 au 27 janvier 1982, lorsque l'exécutif Damseaux y succéda avec des ministres ayant des compétences.

## Composition
| Ministre              | Parti | Parti |
| --------------------- | ----- | ----- |
| Jean-Maurice Dehousse |       | PS    |
| André Damseaux        |       | PRL   |
| Philippe Busquin      |       | PS    |
| Melchior Wathelet     |       | PSC   |
| Valmy Féaux           |       | PS    |
| André Bertouille      |       | PRL   |